# Red Bull Bragantino 2020
Questa voce raccoglie le informazioni riguardanti il Red Bull Bragantino nelle competizioni ufficiali della stagione 2020.

## Maglie e sponsor
Per la stagione 2020, il fornitore tecnico è Nike, mentre lo sponsor di maglia è Red Bull.
| 1ª divisa | 2ª divisa | 3ª divisa |

## Rosa
| N. |                    | Ruolo | Calciatore           |
| -- | ------------------ | ----- | -------------------- |
| 1  | Brasile (bandiera) | P     | Júlio César          |
| 2  | Ecuador (bandiera) | D     | Leonardo Realpe      |
| 3  | Brasile (bandiera) | D     | Léo Ortiz            |
| 4  | Brasile (bandiera) | D     | Ligger               |
| 5  | Brasile (bandiera) | C     | Gustavo Barreto      |
| 6  | Brasile (bandiera) | D     | Edimar               |
| 7  | Brasile (bandiera) | A     | Artur                |
| 8  | Brasile (bandiera) | C     | Uillian Correia      |
| 9  | Brasile (bandiera) | A     | Matheus Peixoto      |
| 9  | Brasile (bandiera) | A     | Alerrandro           |
| 10 | Brasile (bandiera) | A     | Claudinho (capitano) |
| 11 | Brasile (bandiera) | C     | Matheus Jesus        |
| 13 | Brasile (bandiera) | D     | Aderlan              |
| 14 | Brasile (bandiera) | D     | Fabrício Bruno       |
| 15 | Brasile (bandiera) | A     | Ytalo                |
| 16 | Brasile (bandiera) | A     | Robinho              |
| 16 | Brasile (bandiera) | C     | Ramires              |
| 17 | Brasile (bandiera) | D     | Weverton             |
| 18 | Brasile (bandiera) | A     | Chrigor              |
| 19 | Brasile (bandiera) | C     | Pedro Naressi        |

| N. |                      | Ruolo | Calciatore         |
| -- | -------------------- | ----- | ------------------ |
| 20 | Brasile (bandiera)   | C     | Bruno Tubarão      |
| 21 | Brasile (bandiera)   | A     | Luis Phelipe       |
| 22 | Brasile (bandiera)   | A     | Leandrinho         |
| 23 | Brasile (bandiera)   | C     | Raul               |
| 24 | Colombia (bandiera)  | D     | César Haydar       |
| 25 | Brasile (bandiera)   | C     | Ricardo Ryller     |
| 26 | Brasile (bandiera)   | C     | Thonny Anderson    |
| 27 | Brasile (bandiera)   | A     | Wesley             |
| 28 | Argentina (bandiera) | C     | Tomás Cuello       |
| 29 | Brasile (bandiera)   | D     | Guilherme Lopes    |
| 31 | Brasile (bandiera)   | C     | Vitinho            |
| 32 | Brasile (bandiera)   | P     | Alex Alves         |
| 33 | Venezuela (bandiera) | A     | Jan Carlos Hurtado |
| 34 | Brasile (bandiera)   | D     | Weverson           |
| 35 | Brasile (bandiera)   | A     | Lucas Evangelista  |
| 36 | Brasile (bandiera)   | D     | Luan Cândido       |
| 37 | Brasile (bandiera)   | A     | Helinho            |
| 38 | Brasile (bandiera)   | A     | Morato             |
| 40 | Brasile (bandiera)   | P     | Cleiton            |

## Calciomercato

### Sessione invernale
| Acquisti | Acquisti        | Acquisti                | Acquisti   |
| R.       | Nome            | da                      | Modalità   |
| -------- | --------------- | ----------------------- | ---------- |
| P        | Cleiton         | Atlético Mineiro        | definitivo |
| D        | Fabrício Bruno  | Cruzeiro                | definitivo |
| D        | Luan Cândido    | RB Lipsia               | prestito   |
| D        | Leonardo Realpe | Independiente del Valle | definitivo |
| D        | Weverson        | San Paolo               | prestito   |
| D        | Weverton        | Cruzeiro                | definitivo |
| C        | Thonny Anderson | Grêmio                  | definitivo |
| C        | Matheus Jesus   | Corinthians             | prestito   |
| A        | Alerrandro      | Atlético Mineiro        | definitivo |
| A        | Artur           | Palmeiras               | definitivo |
| A        | Leandrinho      | Napoli                  | prestito   |

| Cessioni | Cessioni         | Cessioni        | Cessioni      |
| R.       | Nome             | a               | Modalità      |
| -------- | ---------------- | --------------- | ------------- |
| P        | Dheimison        | Rio Claro       | fine prestito |
| P        | Kewin            | Red Bull Brasil | fine prestito |
| D        | Anderson Marques | Red Bull Brasil | fine prestito |
| D        | Rafael Carioca   | Red Bull Brasil | fine prestito |
| D        | Rayan            | Ferroviária     | fine prestito |
| D        | Romário          | Santos          | fine prestito |
| C        | Gabriel Baralhas | Ituano          | fine prestito |
| C        | Klauber          | Goiânia         | svincolato    |
| C        | Pio              | Red Bull Brasil | fine prestito |
| C        | Rayne            | Red Bull Brasil | fine prestito |
| A        | Thiago Ribeiro   | Red Bull Brasil | fine prestito |

### Sessione estiva
| Acquisti | Acquisti           | Acquisti        | Acquisti      |
| R.       | Nome               | da              | Modalità      |
| -------- | ------------------ | --------------- | ------------- |
| D        | César Haydar       | Atlético Junior | definitivo    |
| C        | Tomás Cuello       | Atl. Tucumán    | prestito      |
| C        | Lucas Evangelista  | Nantes          | prestito      |
| C        | Raul               | Vasco da Gama   | definitivo    |
| A        | Chrigor            | Red Bull Brasil | svincolato    |
| A        | Jan Carlos Hurtado | Boca Juniors    | prestito      |
| A        | Leandrinho         | Napoli          | definitivo    |
| A        | Luis Phelipe       | Salisburgo      | prestito      |
| A        | Robinho            | Red Bull Brasil | fine prestito |

| Cessioni | Cessioni        | Cessioni        | Cessioni      |
| R.       | Nome            | a               | Modalità      |
| -------- | --------------- | --------------- | ------------- |
| D        | Pedro Naressi   | Red Bull Brasil | fine prestito |
| A        | Matheus Peixoto | Ponte Preta     | prestito      |

### Operazioni successive alla sessione estiva
| Acquisti | Acquisti        | Acquisti        | Acquisti   |
| R.       | Nome            | da              | Modalità   |
| -------- | --------------- | --------------- | ---------- |
| D        | Guilherme Lopes | Red Bull Brasil | svincolato |
| C        | Helinho         | San Paolo       | prestito   |
| C        | Ramires         | Bahia           | prestito   |
| A        | Bruninho        | Red Bull Brasil | definitivo |

| Cessioni | Cessioni        | Cessioni    | Cessioni      |
| R.       | Nome            | a           | Modalità      |
| -------- | --------------- | ----------- | ------------- |
| C        | Gustavo Barreto | Criciúma    | fine prestito |
| A        | Robinho         | CRB         | prestito      |
| A        | Wesley          | Botafogo-SP | prestito      |

## Risultati

### Brasileirão

#### Girone d'andata
| Arbitro: | Marques Ribeiro |

|             |           |                 |
| Marinho 65’ | Marcatori | 90+3’ Claudinho |

| Arbitro: | Castro |

|               |           |             |
| Alerrandro 6’ | Marcatori | 65’ M. Babi |

| Arbitro: | Fernandes de Lima |

|                           |           |              |
| Juninho 26’ Ernando 90+3’ | Marcatori | 77’ L. Ortiz |

| Arbitro: | Gonçalves Lima |

|                              |           |         |
| Alerrandro 1’ L. Phelipe 82’ | Marcatori | 2’ Nenê |

| Arbitro: | Rodrigues Castro Júnior |

|                |           |                                      |
| Alerrandro 45’ | Marcatori | 45+4’ (rig.) Sabino 53’ R. Fernandes |

| Arbitro: | Traci |

|                                    |           |  |
| W. Paulista 39’, 86’ Romarinho 60’ | Marcatori |  |

| Arbitro: | do Nascimento Magalhães |

|              |           |               |
| Geuvânio 17’ | Marcatori | 29’ Claudinho |

| Arbitro: | de Lima Henrique |

|               |           |                            |
| Claudinho 54’ | Marcatori | 69’ G. Veron 90+4’ Willian |

| Arbitro: | S. Pereira Sampaio |

|             |           |          |
| Luciano 78’ | Marcatori | 53’ Raul |

| Arbitro: | Abatti |

|                        |           |                |
| Réver 29’ Savarino 87’ | Marcatori | 49’ Alerrandro |

| Arbitro: | Ferreira de Moraes |

|                                                              |           |                         |
| L. Ortiz 5’ B. Tubarão 23’ Alerrandro 45’ L. Evangelista 63’ | Marcatori | 20’ V. Goes 89’ Wescley |

| Arbitro: | Toski Marques |

|              |           |                    |
| Vinícius 50’ | Marcatori | 51’ L. Evangelista |

| Bragança Paulista 3 ottobre 2020, ore 21:00 UTC-3 13ª giornata | RB Bragantino | 0 – 0 referto | Corinthians | Stadio Nabi Abi Chedid (0 spett.)\| Arbitro: \| Alves Batista \| |
| Arbitro:                                                       | Alves Batista |               |             |                                                                  |

| Arbitro: | Fernandes de Lima |

|  |           |                      |
|  | Marcatori | 17’, 25’ T. Galhardo |

| Arbitro: | Lopes |

|                               |           |               |
| Janderson 28’ Matheuzinho 90’ | Marcatori | 20’ Claudinho |

| Arbitro: | Nobre Bins |

|             |           |               |
| Lincoln 70’ | Marcatori | 46’ Claudinho |

| Arbitro: | Marques Ribeiro |

|                             |           |  |
| R. Ryller 50’ Claudinho 61’ | Marcatori |  |

| Arbitro: | Abatti |

|                           |           |  |
| Ytalo 45+2’ Claudinho 83’ | Marcatori |  |

| Arbitro: | S. Pereira Sampaio |

|                          |           |             |
| D. Braz 68’ Orejuela 72’ | Marcatori | 77’ Hurtado |

#### Girone di ritorno
| Arbitro: | Furlan |

|                |           |                     |
| L. Ortiz 90+6’ | Marcatori | 64’ (aut.) L. Ortiz |

| Arbitro: | Toski Marques |

|             |           |                                  |
| M. Babi 44’ | Marcatori | 45+1’ Ytalo 86’ (rig.) Claudinho |

| Arbitro: | Daronco |

|                                         |           |  |
| Claudinho 4’, 11’ Ytalo 21’ Helinho 51’ | Marcatori |  |

| Rio de Janeiro 30 novembre 2020, ore 20:00 UTC-3 23ª giornata | Fluminense          | 0 – 0 referto | RB Bragantino | Maracanã (0 spett.)\| Arbitro: \| Padovani de Andrade \| |
| Arbitro:                                                      | Padovani de Andrade |               |               |                                                          |

| Curitiba 5 dicembre 2020, ore 21:00 UTC-3 24ª giornata | Coritiba           | 0 – 0 referto | RB Bragantino | Stadio Major Antônio Couto Pereira (0 spett.)\| Arbitro: \| Ferreira de Moraes \| |
| Arbitro:                                               | Ferreira de Moraes |               |               |                                                                                   |

| Arbitro: | Lopes |

|                                   |           |                      |
| Carlinhos 13’ (aut.) Anderson 88’ | Marcatori | 45+1’ (rig.) Juninho |

| Arbitro: | da Silva Machado |

|  |           |               |
|  | Marcatori | 26’ R. Kayzer |

| Arbitro: | Claus |

|                |           |  |
| L. Adriano 28’ | Marcatori |  |

| Arbitro: | de Oliveira |

|                                              |           |                              |
| Claudinho 4’ Raul 14’ F. Bruno 18’ Artur 45’ | Marcatori | 16’ Tchê Tchê 90+5’ Carneiro |

| Arbitro: | Vieira |

|                            |           |                                   |
| R. Ryller 45+1’ Edimar 67’ | Marcatori | 55’ Savarino 90+10’ (rig.) Hyoran |

| Arbitro: | de Lima Henrique |

|                 |           |                                    |
| Lima 62’ (rig.) | Marcatori | 56’ (rig.), 90+7’ (rig.) Claudinho |

| Arbitro: | Vuaden |

|                                              |           |            |
| Ramires 15’ Claudinho 72’, 86’ Hurtado 90+3’ | Marcatori | 78’ G. Pec |

| Arbitro: | Arleu de Araújo |

|  |           |                          |
|  | Marcatori | 2’ Helinho 42’ Claudinho |

| Arbitro: | S. Pereira Sampaio |

|                                 |           |             |
| Patrick 5’ Edenílson 57’ (rig.) | Marcatori | 15’ Helinho |

| Arbitro: | Alves Júnior |

|                                  |           |  |
| Ytalo 56’ Claudinho 90+4’ (rig.) | Marcatori |  |

| Arbitro: | W. Pereira Sampaio |

|           |           |                       |
| Ytalo 63’ | Marcatori | 35’ (rig.) G. Barbosa |

| Recife 15 febbraio 2021, ore 20:00 UTC-3 36ª giornata | Sport Recife | 0 – 0 referto | RB Bragantino | Stadio Adelmar da Costa Carvalho (0 spett.)\| Arbitro: \| Vuaden \| |
| Arbitro:                                              | Vuaden       |               |               |                                                                     |

| Goiânia 21 febbraio 2021, ore 20:30 UTC-3 37ª giornata | Goiás          | 0 – 0 referto | RB Bragantino | Stadio Serra Dourada (0 spett.)\| Arbitro: \| Gonçalves Lima \| |
| Arbitro:                                               | Gonçalves Lima |               |               |                                                                 |

| Arbitro: | Abatti |

|               |           |  |
| Claudinho 53’ | Marcatori |  |

### Campionato Paulista

#### Fase a gironi
| Santos 23 gennaio 2020, ore 19:15 UTC-3 1ª giornata | Santos | 0 – 0 referto | RB Bragantino | Stadio Urbano Caldeira (12 412 spett.)\| Arbitro: \| Claus \| |
| Arbitro:                                            | Claus  |               |               |                                                               |

| Arbitro: | de Oliveira |

|  |           |              |
|  | Marcatori | 46’ Oliveira |

| Novo Horizonte 30 gennaio 2020, ore 19:15 UTC-3 3ª giornata | Grêmio Novorizontino | 0 – 0 referto | RB Bragantino | Stadio Dr. Jorge Ismael de Biasi (2 794 spett.)\| Arbitro: \| de Souza \| |
| Arbitro:                                                    | de Souza             |               |               |                                                                           |

| Arbitro: | Duarte Peixoto |

|                              |           |                 |
| Correia 34’ Ytalo 50’ (rig.) | Marcatori | 79’ (rig.) Dudu |

| Arbitro: | de Gois |

|                                |           |  |
| Maranhão 35’ Camilo 81’ (rig.) | Marcatori |  |

| Arbitro: | Furlan |

|                                   |           |  |
| Artur 25’ Ytalo 36’ Claudinho 86’ | Marcatori |  |

| Arbitro: | Rocha Filho |

|             |           |  |
| Ronaldo 24’ | Marcatori |  |

| Arbitro: | Marques das Flores |

|                               |           |             |
| Ytalo 24’ (rig.) L. Ortiz 40’ | Marcatori | 25’ Pacheco |

| Arbitro: | de Oliveira |

|            |           |                |
| Safira 89’ | Marcatori | 55’, 71’ Ytalo |

| Arbitro: | Scarascati |

|                                             |           |  |
| Ytalo 7’, 78’ Matheus Jesus 45+1’ Artur 75’ | Marcatori |  |

| Arbitro: | Alves Batista |

|               |           |                                   |
| Pablo 7’, 39’ | Marcatori | 13’ M. Jesus 35’ Morato 66’ Artur |

| Arbitro: | Claus |

|                         |           |  |
| Morato 8’ Claudinho 81’ | Marcatori |  |

#### Fase finale
| Arbitro: | Claus |

|  |           |                   |
|  | Marcatori | 1’ Éderson 65’ Jô |

#### Troféu do Interior
| Arbitro: | de Gois |

|                                     |                      |                                               |
| M. Jesus 80’                        | Marcatori            | 63’ Wellington                                |
| Alerrandro Claudinho M. Jesus Artur | Tiri di rigore 4 – 3 | Rafinha Victor Bolt Wellington Calabres Romão |

| Arbitro: | Alves Batista |

|              |           |  |
| L. Ortiz 32’ | Marcatori |  |

### Coppa del Brasile
| Arbitro: | Gonçalves Lima |

|             |           |                                       |
| Hurtado 83’ | Marcatori | 5’ R. Veiga 18’ Wesley 28’ L. Adriano |

| Arbitro: | Gonçalves Dias Araújo |

|              |           |  |
| G. Veron 30’ | Marcatori |  |

## Statistiche

### Statistiche di squadra
| Competizione        | Punti | In casa | In casa | In casa | In casa | In casa | In casa | In trasferta | In trasferta | In trasferta | In trasferta | In trasferta | In trasferta | Totale | Totale | Totale | Totale | Totale | Totale | DR  |
| Competizione        | Punti | G       | V       | N       | P       | Gf      | Gs      | G            | V            | N            | P            | Gf           | Gs           | G      | V      | N      | P      | Gf     | Gs     | DR  |
| ------------------- | ----- | ------- | ------- | ------- | ------- | ------- | ------- | ------------ | ------------ | ------------ | ------------ | ------------ | ------------ | ------ | ------ | ------ | ------ | ------ | ------ | --- |
| Brasileirão         | 53    | 19      | 10      | 5       | 4       | 34      | 19      | 19           | 3            | 9            | 7            | 16           | 21           | 38     | 13     | 14     | 11     | 50     | 40     | +10 |
| Campionato Paulista | 23    | 6       | 5       | 0       | 1       | 13      | 3       | 9            | 3            | 3            | 3            | 7            | 9            | 15     | 8      | 3      | 4      | 20     | 12     | +8  |
| Coppa del Brasile   | -     | 1       | 0       | 0       | 1       | 1       | 3       | 1            | 0            | 0            | 1            | 0            | 1            | 2      | 0      | 0      | 2      | 1      | 4      | -3  |
| Totale              | 76    | 26      | 15      | 5       | 6       | 48      | 25      | 29           | 6            | 12           | 11           | 23           | 31           | 55     | 21     | 17     | 17     | 71     | 56     | +15 |

### Andamento in campionato
| Giornata  | 1 | 2  | 3  | 4  | 5  | 6  | 7  | 8  | 9  | 10 | 11 | 12 | 13 | 14 | 15 | 16 | 17 | 18 | 19 | 20 | 21 | 22 | 23 | 24 | 25 | 26 | 27 | 28 | 29 | 30 | 31 | 32 | 33 | 34 | 35 | 36 | 37 | 38 |
| --------- | - | -- | -- | -- | -- | -- | -- | -- | -- | -- | -- | -- | -- | -- | -- | -- | -- | -- | -- | -- | -- | -- | -- | -- | -- | -- | -- | -- | -- | -- | -- | -- | -- | -- | -- | -- | -- | -- |
| Luogo     | T | C  | T  | C  | C  | T  | T  | C  | T  | T  | C  | T  | C  | C  | T  | T  | C  | C  | T  | C  | T  | C  | T  | T  | C  | C  | T  | C  | C  | T  | C  | T  | T  | C  | C  | T  | T  | C  |
| Risultato | N | N  | P  | V  | P  | P  | N  | P  | N  | P  | V  | N  | N  | P  | P  | N  | V  | V  | P  | N  | V  | V  | N  | N  | V  | P  | P  | V  | N  | V  | V  | V  | P  | V  | N  | N  | N  | V  |
| Posizione | 6 | 10 | 15 | 10 | 12 | 17 | 18 | 19 | 19 | 20 | 17 | 17 | 18 | 19 | 19 | 19 | 19 | 15 | 18 | 16 | 17 | 14 | 15 | 14 | 11 | 13 | 13 | 13 | 13 | 12 | 11 | 11 | 13 | 9  | 9  | 11 | 11 | 10 |

Legenda:

Luogo: C = Casa; T = Trasferta. Risultato: V = Vittoria; N = Pareggio; P = Sconfitta.